# Singa cyanea
Singa cyanea är en spindelart som först beskrevs av Leonard G. Worley 1928.  Singa cyanea ingår i släktet Singa och familjen hjulspindlar. Inga underarter finns listade i Catalogue of Life.